# Успенский собор (Енисейск)
Успе́нский собо́р — православный храм в городе Енисейске Красноярского края, кафедральный собор и старейший храм Енисейской епархии Русской православной церкви, памятник сибирского барокко.

## История
11 мая 1774 года (по документам благочинного градоенисейских церквей) по желанию жителей Енисейска и по благословению Варлаама, архиепископа Тобольского и Сибирского, бывшая приходская Гостинодворская праздная деревянная церковь, в связи с построением вместо неё каменной, со всем церковным украшением была перенесена и поставлена на гору за городом, где было тогда кладбище. Эта деревянная церковь на Гостином дворе прежде именовалась Знаменской. В 1774 году она была освящена в честь Успения Божьей Матери. За ветхостью её деревянное строение разобрали и употребили на дрова, так как решено было построить новое — кирпичное.
По благословению архиепископа Варлаама 9 сентября 1793 года была заложена на средства енисейского купца Ефима Трескина новая каменная Успенская кладбищенская церковь. 27 августа 1794 года купцом Петром Трескиным (братом Ефима) заложен второй (холодный) этаж церкви. В 1799 году было завершено строительство нижнего этажа и 11 июля того же года Успенская церковь была освящена с прежним антиминсом. Придел верхнего этажа был освящён 17 июля 1818 года во имя святых Первоверховных апостолов Петра и Павла.
В 1826 году епископ Иркутский Михаил заложил тёплый придел с северной стороны от Успенского. 23 ноября 1827 года придел освятили во имя святителя Иннокентия Иркутского. Придел строился на средства енисейского купца 1-й гильдии Александра Кобычева.
25 августа 1843 года освящён второй (холодный) придел на втором этаже с северной стороны во имя святого благоверного великого князя Александра Невского. Построен он на средства почётного гражданина Енисейска и 1-й гильдии купца Александра Александровича Кобычева (сына Кобычева, построившего Иннокентьевский придел).
До 1823 года Успенская церковь была приписной кладбищенской церковью. Облик её в сравнении с другими енисейскими храмами отличает некоторая сухость. Но тем не менее и она весьма красива, близка к общерусским традициям того времени, но с сохранением черт сибирского барокко. Имеется массивная колокольня со шпилем, увенчанная крестом, пять основных куполов и два над алтарями.
В 1823 году кладбищенская Успенская церковь обращена в приходскую с назначением штатного причта, состоявшего из священника и псаломщика, а позднее и диакона. Образовался Успенский приход, существующий и поныне.
27 августа 1869 года большая часть города Енисейска сгорела, осталась лишь его седьмая часть. Успенская церковь не была тронута пожаром.
На 1916 год по Успенской церкви имеются следующие сведения. Причт: 1 священник, 1 псаломщик. Приход: 316 мужчин, 363 женщины.

### Закрытие храма
В 1923 году по Енисейску прокатилась первая волна закрытия церквей коммунистами. В Успенском храме служили: протоиерей Николай Павлович Пикановский (род. 1884, рукоположён в 1906), он же благочинный и председатель уездного церковного управления, псаломщик Василий Алексеевич Бакшаев (род. 1875), иерей Иоанн Вазингер из закрытой Иверской церкви, председателем церковного совета был Александр Анатольевич Колмогоров. В списках прихожан значится 67 учредителей. Всего прихожан 250 человек. Старостой был С. К. Самойлин.
17 апреля 1923 года заключён договор о передаче Успенской церкви общине верующих.
В 1920-е годы в Енисейске на фоне бурных советских преобразований продолжаются богослужения в Богоявленском соборе, Кресто-Воздвиженской, Успенской, Троицкой, Преображенской, Воскресенской, Входо-Иерусалимской (кладбищенской) и Спасской церквах.
В 1930-е годы началась вторая волна закрытия церквей. И к концу 1930-х были закрыты все церкви Енисейска и все 33 прихода бывшего Енисейского уезда, а также все монастыри Енисейской епархии. В соборе устроили котельную, в Троицкой церкви — гараж, в Воскресенской — цех мехзавода, в Иверской — клуб. В Успенской внизу жили спецпоселенцы, а вверху размещался клуб авиапорта.
В 1937 году в Енисейске расстрелян иерей Иоанн Вазингер — последний священник Иверского монастыря, служивший в Успенской церкви, затем работавший в миру.
В 1937 году с Успенской церкви сняли колокол.

### Возобновление
3 июля 1946 г. заключён договор о передаче Успенской церкви в пользование прихода Православной Церкви. Первым священником, настоятелем, открывавшим церковь, был ссыльный протоиерей Евгений Бобовский. Он служил примерно по 1953 г.
Со стороны горсовета договор о передаче Успенского храма подписан Галиной Михайловной Галимовой. Со стороны Церкви, кроме настоятеля, договор подписан тремя членами церковного совета: исполняющим обязанности завхоза Макаровым, Татьяной Васильевной Гозовой и Любовью Ивановной Новотихаревой. Сохранились имена прихожан: председатель ревизионной комиссии Попищенко Иван Филиппович, Пургина Мария Ивановна, Шомполова Зинаида Ивановна, Солдатова Елена Степановна Елистратова Анна Павловна, член ревизионной комиссии Макаров Николай, Аксенова Татьяна Петровна, Шадрина Марфа Павловна, Жукова Ксения Николаевна, Яричина Фёкла Яковлевна, Шадрин Алексей Иннокентьевич, Тараненко Надежда Николаевна, Чепалова Анисия Капитоновна, Чащина Афанасия Иосифовнв, Бредина Мария Андрияновна, Голублев Платон Степанович, Голублева Лукия Михайловна, Ситников Пётр Александрович, Ситникова Фёкла Гавриловна, Галкина Лидия Антоновна, Алексеевская Анна Васильевна.
Сначала в храме служил один священник Евгении Бобовский, потом присоединились из Маклаково ещё двое ссыльных священников-молдаван: Михаил Гордузя и Анатоний Устьян. Ещё служил диакон монах Василий Слемзин.
К 1950 г. ремонт собора был более менее завершён и наведён порядок. На колокольне отсутствовал колокол, его не было до 1988 г., не было и восьмерика, крест на небольшом шпиле поставили прямо на полусферу купола колокольни. С самого храма были снесены все семь куполов, полусфера над Петро-Павловским приделом тоже снесена и установлена плоская крыша. Поэтому прямо на плоской крыше и поставили крест. В таком виде простоял храм до 1986 г.
После освобождения от ссылки и отъезда в Ленинград протоиерея Евгения Бобовского в Успенской церкви в первой половине 50-х гг. служили священник Михаил Гордузя и о. Антоний. Протодиаконом был о. Симеон. З—4 года работал в Енисейске врачом и ссыльный священник Александр Гурич. Из Енисейска его сослали в п. Фомка около Туруханска. Там он и умер.
После о. Михаила и о. Антония служил около года в Успенском храме бывший красноярский благочинный игумен Иннокентий. После него с середины 50-х годов — священник Николай Корниенко.
К тому времени служил уже в Успенской церкви протоиерей Евгений Сакидон. Где-то с конца 50-х гг. по 1965 г. стал настоятелем храма сын о. Евгения, рукоположённый в Енисейске о. Всеволод Сакидон.
С 1961 г. председателем церковного совета избирается не настоятель, а мирянин. Первым был избран на эту должность Иван Пироженко, воспитанник служившего в начале 30-х годов в Троицкой церкви репрессированного отца Илии Пироженко. 10 лет пробыл Иван Пироженко старостой Успенской церкви (1961—1971). До этого 10 лет он был председателем ревизионной комиссии. Во время хрущёвской антирелигиозной кампании отцу Всеволоду Сакидону и старосте Ивану Пироженко вместе со всеми верующими пришлось выдержать довольно сильный натиск исполкома, требовавшего закрытия единственной в городе церкви. Особенно усердствовала тогдашняя уполномоченная по Енисейску заведующая ГорФО А. М. Одинцева.
Отец Игнатий Танчук служил в Успенской церкви с 1966 г. по 1978 г. При нём был построен второй этаж пристройки, а также отгорожена стеной часть Александровского придела, так образовалась в пристройке внизу ещё одна комната.
В целом в 70-е годы отношения властей к церкви в значительной мере смягчились. Но, ведущая неустанную борьбу с православными, А. М. Одинцева добилась отстранения с должности старосты Ивана Пироженко. И с 1971 г. старостой стала Александра Алексеевна Сумкина. После неё длительное время (до 1983 г.) старостой была Таисия Ермолаевна Хвоина.
С 1978 — три года в Успенской церкви служит протоиерей Максим Штонь. С 1981 по осень 1982 гг. на его место пришёл отец Виктор Захаров. Он тоже жил в пристройке храма. При о. Викторе и начались реставрационные работы: под всю северную стену храма был подведён основательный фундамент, а также восстановлены ликвидированные более 40 лет назад стяжки между стенами. Это спасло Успенскую церковь от дальнейшего крупного разрушения. При о. Викторе изготовлен также металлический престол с рельефными иконами.
С осени 1982 г. прибыл на служение протоиерей Александр Пивоваров. Его живая горячая проповедь, сила духа и любви буквально всколыхнули приход. Количество прихожан резко увеличилось, но при всем при этом начались и большие приходские распри. Полностью был сменён церковный совет. Старостой стала с февраля 1983 г. Татьяна Михайловна Овчаренко и пробыла на этой должности один год. 12 апреля 1983 г. Александр Пивоваров был арестован, а в августе 1983 г. осуждён. До июля 1984 г. он отбывал наказание в Туве, с июля 1984 г. по осень 1985 г. был в ссылке в Кызыле. Обвинён был о. Александр в спекуляции, хотя фактической причиной ареста, конечно же, была его чрезвычайно активная и плодотворная пастырская деятельность, в том числе распространение православной литературы. Сами городские власти дали о нём положительный отзыв, особенно тогдашняя уполномоченная по делам религии по Енисейску завотделом культуры горисполкома В. И. Тагирова.
После ареста о. Александра два с половиной месяца Успенский приход был без настоятеля. С 1 июля 1983 г. и по сей день настоятелем Успенской церкви служит протоиерей Геннадий Фаст.
В первые годы служения сделан целый ряд работ по благоукрашению и ремонту церкви, а в 1986 г. на храме воздвигнуто семь куполов, хотя и не в том виде, как было раньше. В этом же году отреставрирован фасад. Весной 1988 г. завершена работа по восстановлению резьбы и позолоты иконостаса в Успенском приделе. К празднованию 1000-летия Крещения Руси музей передал церкви старинный колокол (видимо, голландского изготовления).
В 1985—1986 гг. снова было возбуждено уголовное дело на служителей Церкви. На сей раз на псаломщика Геннадия Яковлева и священника Геннадия Фаста. Но после семимесячного следствия дело было закрыто в связи с отсутствием состава преступления. Испытание было немалое. Но при этом надо отметить, что отношение самих городских властей к церкви в 80-е годы помягчело и было, как правило, доброжелательное.

## Духовенство
Священники Успенской церкви
- Протоиерей Гавриил Ушаков, 1823—1826, первый священник Успенской церкви г. Енисейска;
- Протоиерей Михаил Белоозеров, 1826—1859;
- Иерей Владимир Мухин, 1859—1862;
- Иерей Артемий Райский, 1862—1863 (?);
- Иерей Иоанн Лебедев, 1865—1869;
- Протоиерей Иоанн Хнюнин, 1870—1898;
- Иерей Александр Орлов, 1899—1906 (?);
- Протоиерей Николай Пикановский, 1922—1923 (обновленец);
- Иерей Иоанн Вазингер, последний священник Енисейского Иверского женского монастыря, расстрелян в 1937 г;
- Протоиерей Евгений Бобовский, 1946—1953 (?), первый священник вновь открытого в 1946 г. Успенского храма в Енисейске;
- Иерей Михаил Гардузя, начало 50-х гг.;
- Иерей Антоний Устьян, начало 50-х гг.;
- Иерей Николай, начало 50-х (только сослужил);
- Игумен Иннокентий, середина 50-х гг.;
- Иерей Николай Корниенко, середина 50-х гг.;
- Протоиерей Евгений Сакидон, вторая половина 50-х гг.;
- Иерей Всеволод Сакидон, конец 50-х гг. — 1965 г.;
- Протоиерей Игнатий Танчук, 1966—1978 гг.;
- Протоиерей Максим Штонь, 1978—1981 гг.;
- Иерей Виктор Захаров, 1981—1982 гг. (ныне игумен);
- Протоиерей Александр Пивоваров, ноябрь 1982—1983;
- Протоиерей Геннадий Фаст, с 1983 г., настоятель

В список не включены священники, служившие совсем мало в периоды между назначенными постоянными священниками.
Диаконы Успенской церкви
- Диакон Александр Поротов, 1833-?;
- Диакон Иоанн Хаов, 1851—1855 (?);
- Диакон Алексий Милянов, 1856—1858 (?);
- Диакон Пётр Тыжнов, 1861-?;
- Диакон Василий Купресов, 1863—1865 (?);
- Диакон Иоанн Семидалов, 1869—1891;[1]
- Диакон Александр Кармальский, 1892—1902;
- Диакон Николай Тяжнов, 1903—?;
- Диакон Василий Слемзин, (иеродиакон), 1950-е гг.;
- Протодиакон Симеон, 1950-е годы.

## Участники церковной жизни Успенского прихода
- Варлаам, Архиепископ Тобольский, в 1793 г. благословил закладку Успенской церкви в Енисейске;
- Евфимий Трескин, купец, 1793—1799 гг., основатель Успенского храма в Енисейске;
- Пётр Трескин, купец, 1794—1818, построил придел святых Петра и Павла;
- Михаил, епископ Иркутский, в 1826 г. заложил (лично) Иннокентьевский (ныне Александровский) придел;
- Александр Кобычев, купец 1-й гильдии, 1826—1827 гг. построил Иннокентьевский (ныне Александровский) придел;
- Александр Кобычев, купец 1-й гильдии (сын), 1843 г. построил придел святого князя Александра Невского (ныне Иннокентьевский);
- Амвросий, Архиепископ Тобольский, в 1823 г. благословил открытие Успенского прихода;
- Порфирий Попов, дьячок, 1854;
- Евграф Попов, пономарь, 1858—1859;
- Николай Азбукин, пономарь, 1861;
- Александр Лебедев, дьячок, 1862—1865;
- Василий Ломовитский, дьячок, 1865—?;
- Евграф Попов, диакон на должности пономоря, 1869—1870;
- Иван Копейкин, псаломщик, 1871;
- Иаков Батуров, староста, купец 2-й гильд] 1875—1898 (был старостой с перерывами);
- Сергей Калачников, купец 2-й гильдии, погребён в церковной ограде;
- Порфирий Ягодинский, псаломщик, 1877;
- Александр Сбитнев, псаломщик, 1886, 1898;
- Василий Харченко, староста, купец 2-й гильдии, 1893—1894;
- Михаил Суслов, псаломщик, 1900—?;
- Пётр, староста, мещанин, нач. XX века;
- Василий Бакшаев, псаломщик, 1923;
- Александр Колмогоров, староста, 1923;
- С. К. Самойлин, староста, 1923;
- Иерей Александр Тихомиров, ссыльный, в 1940-х гг. жил в Успенской церкви;
- Иерей Александр Гурич, врач, ссыльный, в начале 1950-х гг.;
- Протопресвитер Василий Голоднов, 1955, погребён в церковной ограде;
- Макаров, 1946, член церковного совета, и. о. завхоза;
- Татьяна Полозова, 1946, член церковного совета;
- Иоанн Попищенко, председатель ревизионной комиссии, 1946;
- Николай Макаров, 1946, член церковного совета;
- Александра Тихомирова, матушка, псаломщица с 1946 г.;
- Иоанн Пироженко, староста в 1961—1971 гг.;
- Александра Сумкина, староста, 1971-?;
- Таисия Хвоина, староста ?—1983;
- Антонина Медвецкая, псаломщица;
- Иерей Геннадий Яковлев, псаломщик, 1983—1986, убит.
- Татьяна Овчаренко, староста, 1983—1984;
- Вера Сумкина, староста, 1984—1985;
- Елисавета Полуденцева, староста в 1985—1988 гг.;
- Лидия Фаст, матушка, регент, с 1983 г.;
- Иерей Леонид, служил в Успенской церкви;
- Иерей Алексий, служил в Успенской церкви;
- Иерей Иоанн, служил в Успенской церкви;
- Иеромонах Дорофей, служил в Успенской церкви.